# 石湖村站
石湖村站是一个陇海线上的铁路车站，位于江苏省东海县石湖乡，建于1925年，目前为四等站，邮政编码为222302。目前不办理客运营业；货运：办理整车货物发到；危险货物仅办理农药、化肥发到。